# Кудерикожа Кошекулы
Кудерикожа Кошекулы (1820, а. Ширкейли Теренозекского района Кызылординской области — 1858, Каркаралинский район Карагандинской области) — казахский акын. 
Происходит из рода ходжа. Получил признание как искусный импровизатор и исполнитель народных песен. В песнях-раздумьях (толгау) «Каркаралы», «Судейство» («Қазылық») показана тяжелая доля народа, вынужденного покинуть родную землю. В его импровизациях «Обращение к хану Абылаю но случаю вытеснения им калмыков» («Абылай ханның қалмақты аударғанына айтқаны») описаны события, связанные с жонгарским нашествием. Айтыс Кудерикожа с Улбике (около 1840) относится к жанру традиционного поэтического состязания между девушкой и жигитом. Айтыс записан исследователем тюркского фольклора В. В. Радловым и включен в составленный им сборник «Образцы народной литературы тюркских племен» (1870). Произведения и айтысы Кудерикожа опубликованы в сборнике «Поэзия пяти веков» («Бес ғасыр жырлайды», 1985).